# Sévaz
Sévaz là một đô thị thuộc huyện Broye, bang Fribourg, Thụy Sĩ.